# Тай Нин (провинция)
Тай Нин (на виетнамски: Tây Ninh) (буквално: Западна сигурност) е виетнамска провинция разположена в регион Донг Нам Бо. На север граничи с провинция Бин Фуок, на юг и запад с Камбоджа, а на изток с провинция Бин Дуонг и самостоятелната община на централно управление Хошимин. Населението е 1 126 200 жители (по приблизителна оценка за юли 2017 г.).

## Административно деление
Провинция Тай Нин се състои от един самостоятелен град-административен център и осем окръга:
- Тан Биен
- Тан Тяу
- Дуонг Мин Тяу
- Тяу Тхан
- Хоа Тхан
- Бен Кау
- Го Дау
- Чанг Банг